# Magor (kaas)

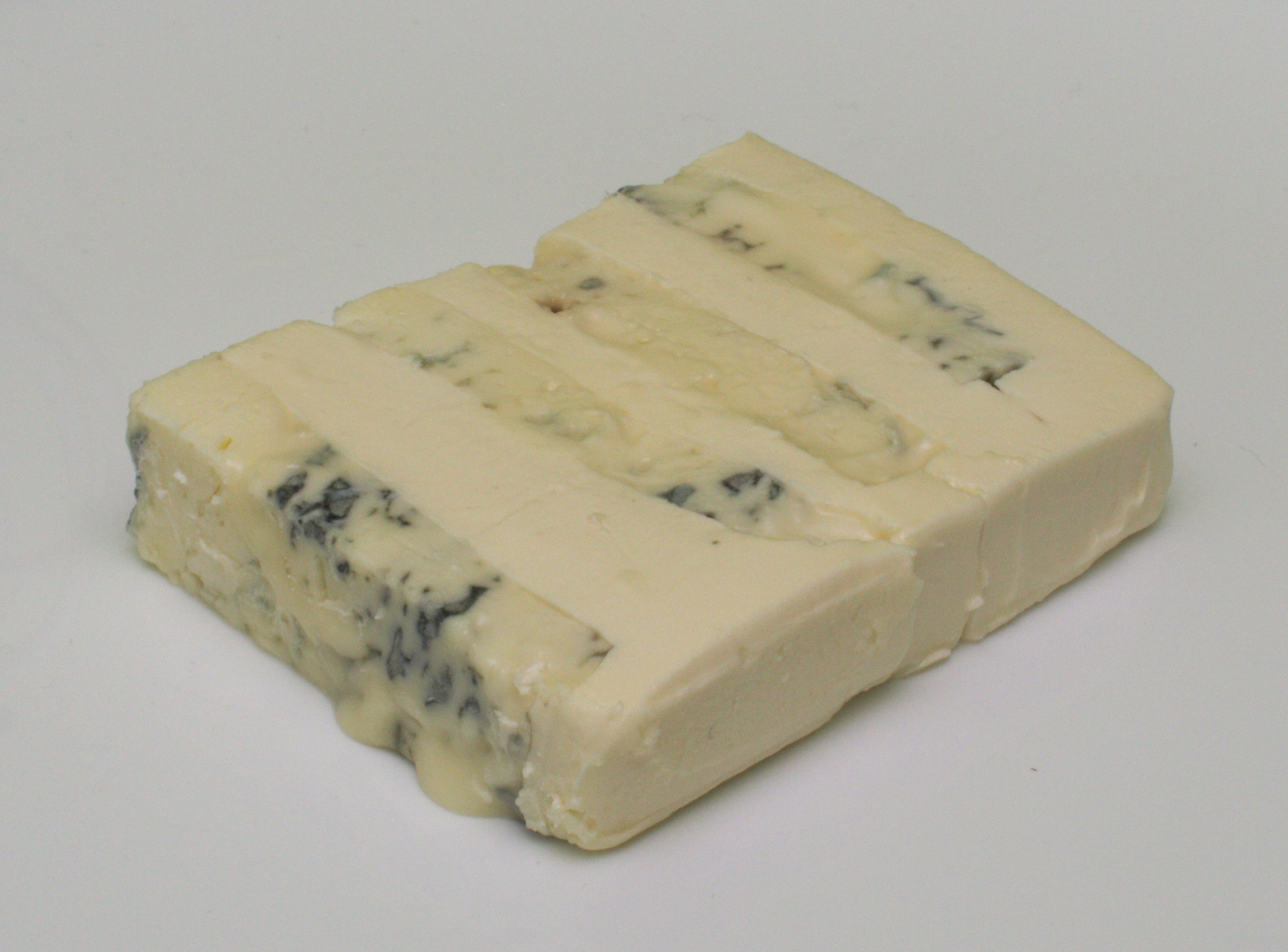
Magor

Magor, ook wel bekend als gormas, is een gelaagde, romige kaas bestaande uit laagjes gorgonzola en mascarpone. De namen gormas en magor, die voornamelijk in Nederland worden gebruikt, zijn samentrekkingen van de eerste letters van gorgonzola en mascarpone, en omgekeerd.